# Radara
Radara is een geslacht van vlinders van de familie spinneruilen (Erebidae), uit de onderfamilie Calpinae.

## Soorten
- R. anartoides Walker, 1865
- R. aquilalis Schaus, 1916
- R. byrsopa Hampson, 1926
- R. convergens Schaus, 1913
- R. debora Druce, 1898
- R. defecta Dyar, 1912
- R. helcida (Viette, 1962)
- R. infundens Walker, 1864
- R. josealis Schaus, 1916
- R. lea Druce, 1898
- R. nealcesalis Walker, 1858
- R. phaeoceps Hampson, 1926
- R. prunescens (Hampson, 1902)
- R. subcupralis (Walker, 1866)
- R. tepletalis Schaus, 1916
- R. thermeola Hampson, 1926
- R. tincturalis Kaye, 1924
- R. tortola Felder, 1874
- R. vacillans Walker, 1862